# Wisła od źródeł do ujścia
Wisła od źródeł do ujścia. Wzdłuż dawnego szlaku łososia – trzyodcinkowy dokumentalny film przyrodniczy produkcji polskiej w reżyserii Paolo Volponiego z 2013.

## Fabuła
Dokument ukazuje największą polską rzekę Wisłę, której dorzecze obejmuje ponad połowę powierzchni kraju. Autorzy filmu prześledzą szlak, którym niegdyś wędrowały łososie. Migrację tego gatunku uniemożliwia m.in. zapora we Włocławku. W filmie przedstawiona została praca przyrodników, którzy do rzek Podkarpacia, stanowiących dorzecze Górnej Wisły, próbują wprowadzać łososie ze sztucznych hodowli.